# Ökumenisches Zentrum Thomaskirche

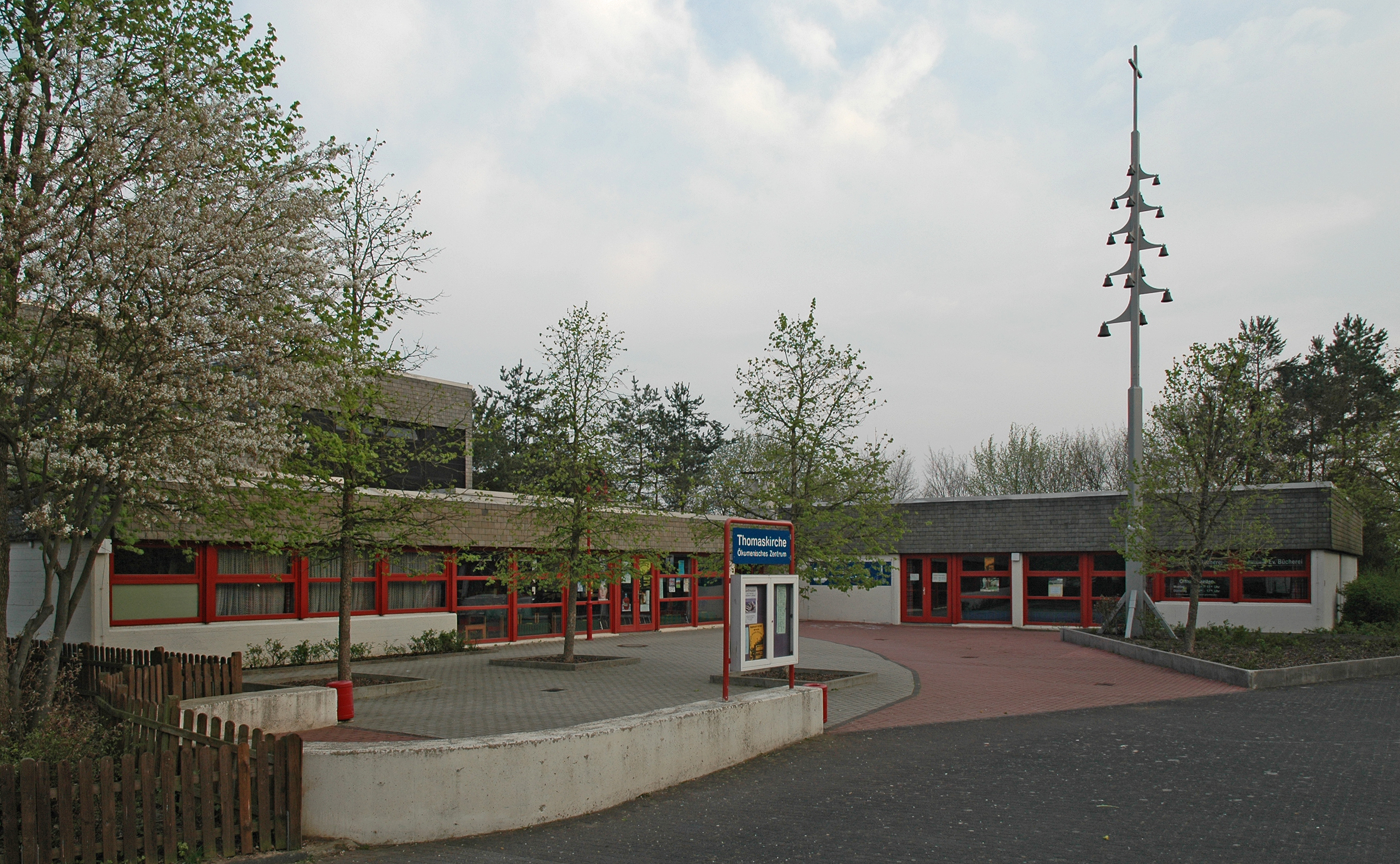
Das Ökumenische Zentrum Thomaskirche mit Glockenspiel

Das Ökumenische Zentrum Thomaskirche ist ein Gemeindezentrum in Marburg im Stadtteil Richtsberg. Es wird gemeinsam von der Evangelischen Kirchengemeinde am Richtsberg und der katholischen Pfarrgemeinde Liebfrauen genutzt. Das Ökumenische Zentrum wurde 1972/73 erbaut und liegt an der Chemnitzer Straße direkt unterhalb des Einkaufszentrums am Oberen Richtsberg. Das Zentrum ist Kulturdenkmal.

## Geschichte

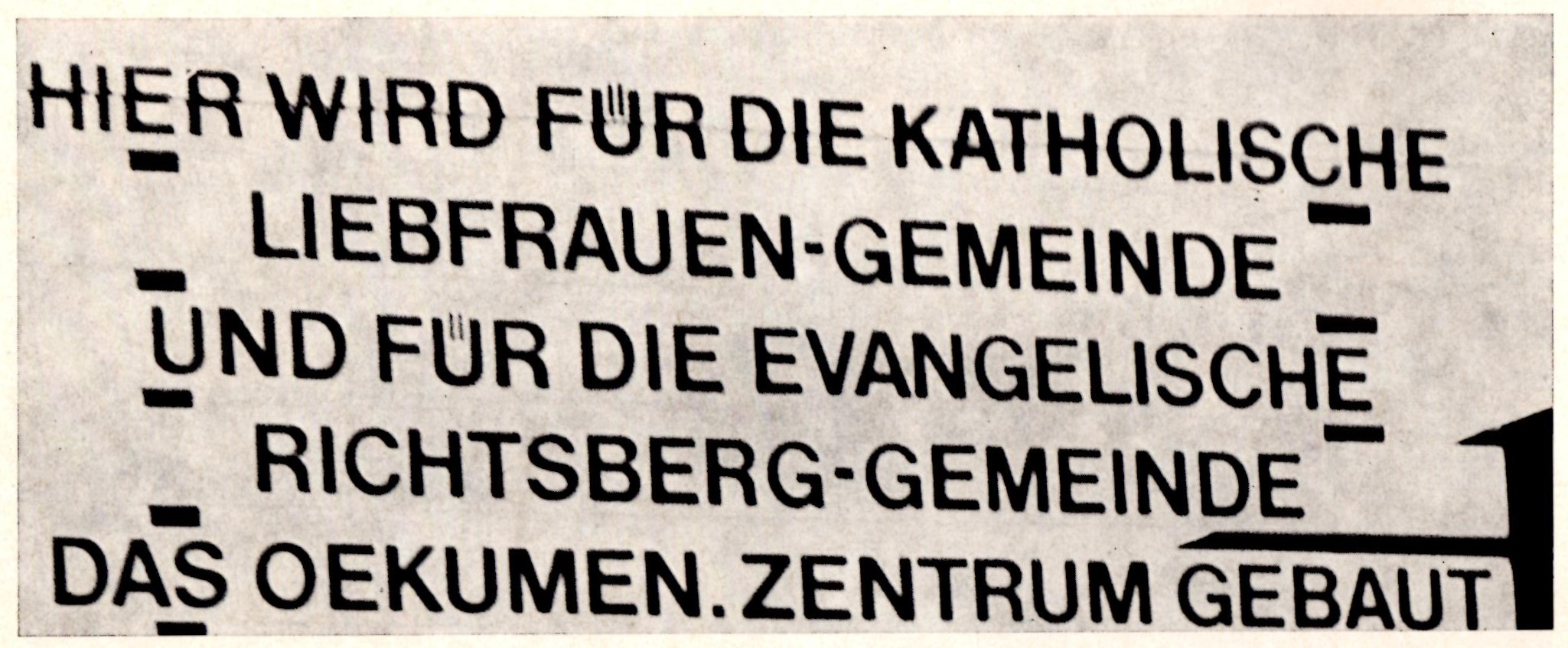
Bauschild (1972/73)

Das sich seit 1964 rasch entwickelnde Neubaugebiet Richtsberg stellte für die kirchliche Arbeit von Anfang an eine große Herausforderung dar. Die katholische Liebfrauengemeinde begann 1961 mit ihrem ersten Gottesdienst im Hansenhaus rechts. 1964 wurde das Pfarrhaus in der Großseelheimer Straße fertiggestellt; die Gottesdienste fanden von da an im Pfarrsaal statt. Ein Jahr später, 1965, wurde die Liebfrauenkirche eingeweiht. 1966 wurde eine erste evangelische Pfarrstelle, die zunächst noch zur Lukaskirchengemeinde gehörte, am Unteren Richtsberg errichtet und 1967 mit Pfarrer Heinz Gerlach besetzt. 1970 wurde eine zweite Pfarrstelle für den Oberen Richtsberg einschließlich des Bereichs »In der Badestube« mit Pfarrer Ernst Schmidt besetzt. Ein großer Teil der Gemeindeveranstaltungen fand zu diesem Zeitpunkt in der am 6. Oktober 1968 eingeweihten Richtsbergkapelle in der Leipziger Straße, der späteren Emmauskirche, statt. Außerdem konnten weitere Veranstaltungen in den Räumen der gerade erst bezugsfertig gewordenen Grundschule stattfinden. An diesem Ort kam es zu einem ersten ökumenischen Miteinander zwischen evangelischer Richtsberggemeinde und katholischer Liebfrauengemeinde. Diese Erfahrungen trugen mit zu dem Entschluss beider Gemeinden bei, auf den Bau einer je eigenen Kirche zu verzichten und stattdessen ein ökumenisches Gemeindezentrum zu errichten. In der Urkunde anlässlich der Grundsteinlegung heißt es unter Berufung auf Joh 17,21 :

„Weil theologische Differenzen und Unterschiede der Frömmigkeits-Formen kein Anlaß sein sollten, auch heute noch nebeneinander statt miteinander zu bauen, gaben die Kirchenleitungen in Kassel und Fulda ihre Zustimmung für ein ökumenisches Gemeindezentrum. Die Gemeinden und ihre Pfarrer verstehen darunter: Unterschiede sollen geachtet und nicht vertuscht, Gemeinsames jedoch mit Mut und Phantasie gesucht werden. Jeder Raum außer den Sakristeien und der Pfarrwohnung kann nach Vereinbarung von jeder Konfession oder gemeinsam genutzt werden.“

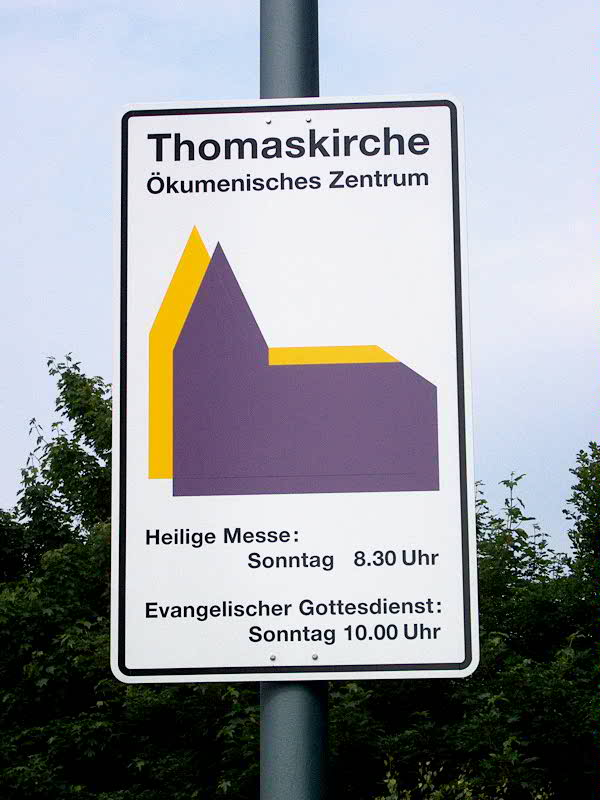
Hinweisschild zum Ökumenischen Zentrum

Die ursprüngliche Konzeption von einem gemeinsamen Zentrum mit gemeinsamem Gottesdienstraum ließ sich jedoch nicht verwirklichen. Stattdessen kam es zu einer Art evangelisch-katholischem Doppelzentrum, unter dessen Dach es sowohl überwiegend einzeln genutzte Räume (vor allem die Gottesdiensträume) als auch gemeinsam genutzte Räume (beispielsweise die Gruppenräume) gibt. Der Architekt Johann Georg Solms hat dieser veränderten Konzeption Rechnung getragen, indem er jeder Konfession über ihrem Altar einen gleich großen Kubus zugedacht hat. Darüber hinaus fällt besonders auf, dass er auf äußere Merkmale einer Kirche, wie zum Beispiel Glocken, Turm oder Buntglasfenster bewusst völlig verzichtet hat. In der Festschrift zur Einweihung schrieb Solms:

„Es wird bereits "Schuppen" und "Werkstatthalle" geschimpft. Ich hörte aber auch den Vorwurf, die hohen Räume seien "Sakralarchitektur". Beides trifft zu. Die Spanne der Möglichkeiten des Hauses reicht tatsächlich von Werkstatt bis Kirche.“

Solms knüpft damit an ein neues Nachdenken über Gottesdienst seit den 70er Jahren an. So weist beispielsweise der Zürcher Neutestamentler Eduard Schweizer darauf hin, dass ausgehend von Röm 12,1-2  der Begriff Gottesdienst mit dem Begriff Alltag eng verbunden sei. Bezogen auf die Raumfrage bedeutet das:

„Nichts ist im Neuen Testament heilig im Gegensatz zu einem profanen Bezirk bzw. besser gesagt, alles ist heilig, nichts ist mehr profan, weil Gott die Welt gehört, und weil die Welt der Ort ist, an dem man Gott preisen und ihm Dank erweisen soll. D. h. wir sind von vornherein aufgerufen, alles zu tun, um dieses Mißverständnis auszuschalten, als ob es so etwas wie einen heiligen, aus der Welt abgegrenzten temenos, Tempelbezirk, gäbe und als ob dann gar noch einer oder einige in der Gemeinde in irgend einer Weise heiliger oder profaner wären als andere.“

## Buntglasfenster im evangelischen Gottesdienstraum

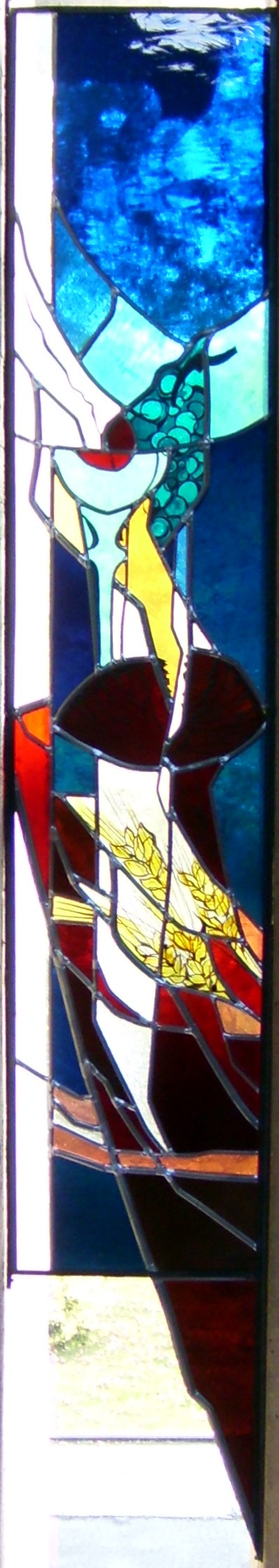
Abendmahlsfenster

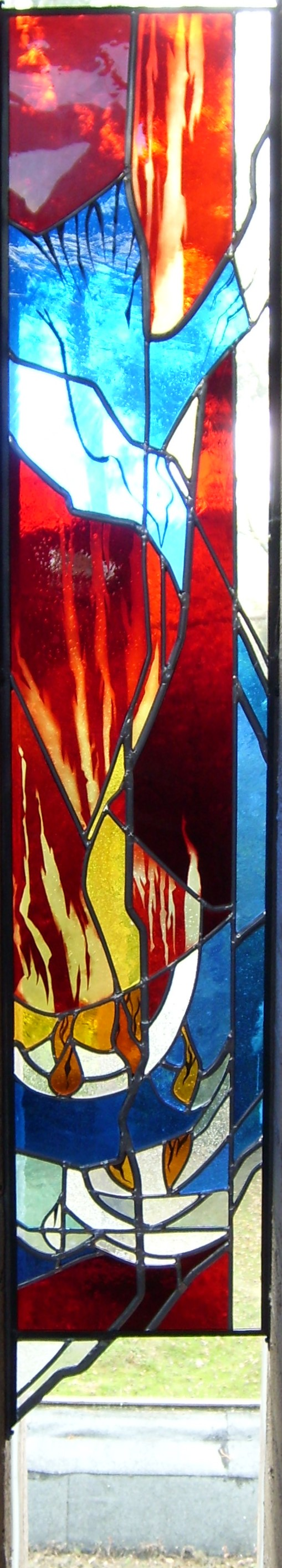
Tauffenster

Im evangelischen Gottesdienstraum befinden sich zwei Buntglasfenster, die am 16. Oktober 2005 eingeweiht wurden. Die Fenster wurden von Glasmalerei Klonk & Hartmann in Wetter-Oberrosphe geschaffen. Die beiden Fenster befinden sich außen links und rechts im Altarraum. Altar und Pult sind mit dazu passenden Antependien versehen.
Auf der linken Seite des Altarraumes ist das Abendmahlsfenster Thema des Buntglasfensters. Grundfarbe im oberen Teil ist zunächst Blau, das den Himmel abbildet. Darunter ist ein Kelch zu erkennen, in den aus den Trauben das Blut Christi tropft. Im unteren Teil finden wir die goldenen Ähren und – hier in Erdrot dargestellt – einen gebrochenen Brotlaib darüber.
Die Farbe Rot stellt die Verbindung der Elemente Brot und Wein, Leib und Blut Christi dar. Die Farbe Rot ist in gedachter Linie als Bogen, der durch den Altarraum geht, hinüber zum Tauffenster zu sehen und steht für den Geist Gottes, der alles verbindet und die Schöpfung durchwirkt. Die weißen Flächen lassen das Tageslicht sowohl im Bild als auch darüber und darunter hindurchscheinen, so dass das Buntglas nur ungefähr die Hälfte der Scheiben bedeckt.
Auf der rechten Seite des Altarraumes ist die Taufe Thema des Buntglasfensters, denn auf dieser Seite stehen das Taufbecken und Osterkerze als Symbol für die Auferstehung Jesu Christi und seine Gegenwart im Geist Gottes des Vaters und des Sohnes. Daher ist die Grundfarbe dieses Fensters auch das Rot. Von oben herab kommt eine Taube als Symbol für den Heiligen Geist, ebenso angedeutet in den Flammen, die in der unteren Bildhälfte zu erkennen sind.
Der Geist Gottes „fließt“ von oben herab in die Tauf-Schalen und verbindet sich dort mit dem Wasser der Taufe – hier blau dargestellt. So verbinden sich die drei Elemente Feuer, Wasser und Luft miteinander. Auch hier scheint das Tageslicht oben, unten und von der Seite hindurch, so dass auf beiden Seiten des Altarraumes der Blick nach Draußen erhalten bleibt.

## Glockenspiel

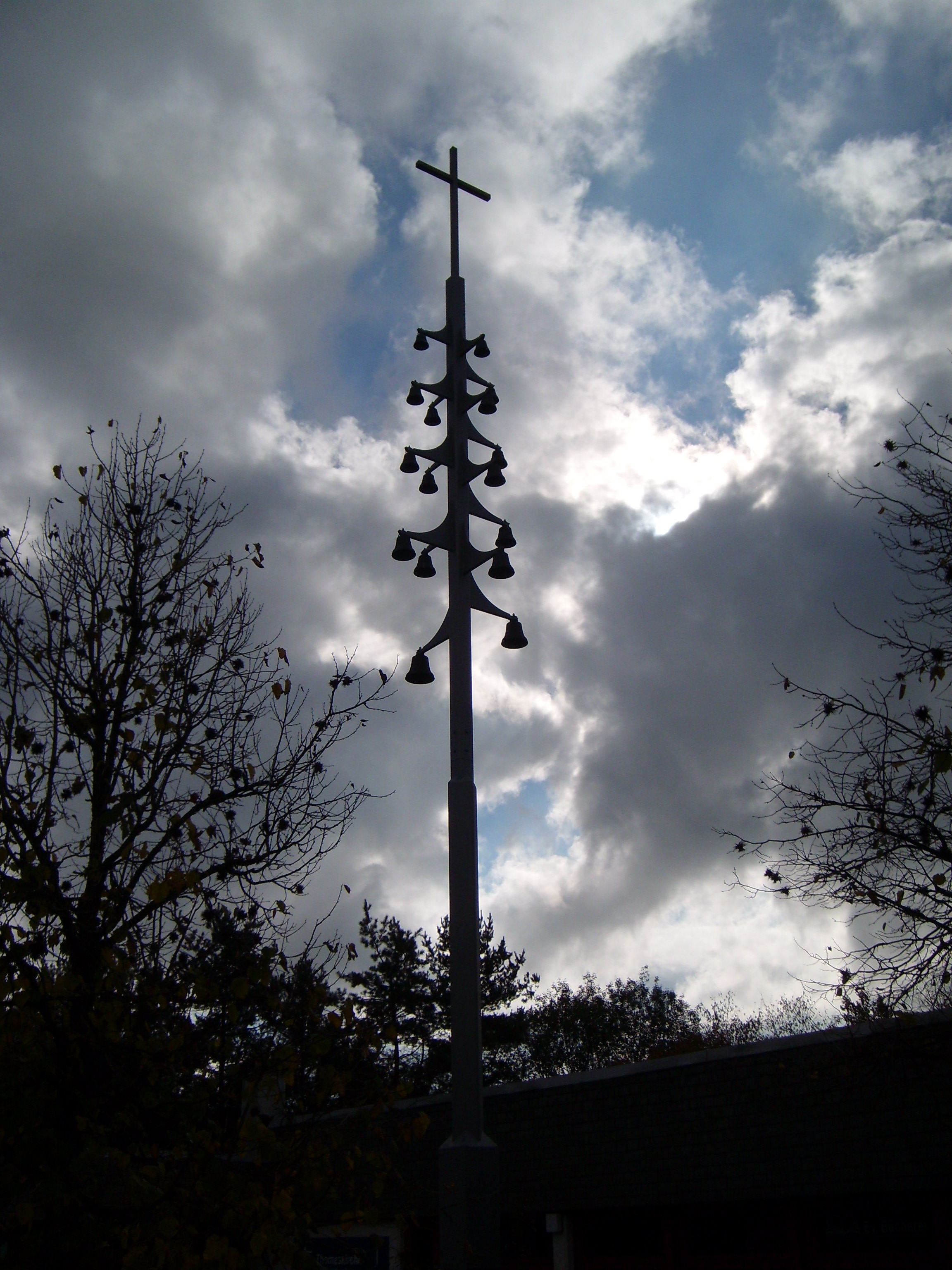
Glockenspiel

Auf dem Vorplatz des Ökumenischen Zentrums befindet sich ein am 15. Dezember 2003 eingeweihtes Glockenspiel, das von der Glocken- und Kunstgießerei Rincker in Sinn ausgeführt wurde. Die Glocken hängen am Glockenträger in einer Höhe zwischen 8 und 12 Metern und werden elektronisch gesteuert. Die Glocken wiegen zwischen 10 und 29 Kilogramm und haben einen Tonumfang von g3 bis c5. Damit lassen sich 98 % aller Lieder spielen. Angeschlagen werden die Glocken von kleinen magnetischen Hämmern, die in den Glocken angebracht sind und elektromagnetisch betätigt werden. Die Glocken selbst schwingen also nicht, was für die Statik des Trägers von erheblicher Bedeutung ist.
In der elektronischen Steuerung sind die Läutezeiten und die Lieder, die jeweils gespielt werden, einprogrammiert. Gespielt werden Choräle und Volkslieder.

## Orgel im evangelischen Gottesdienstraum

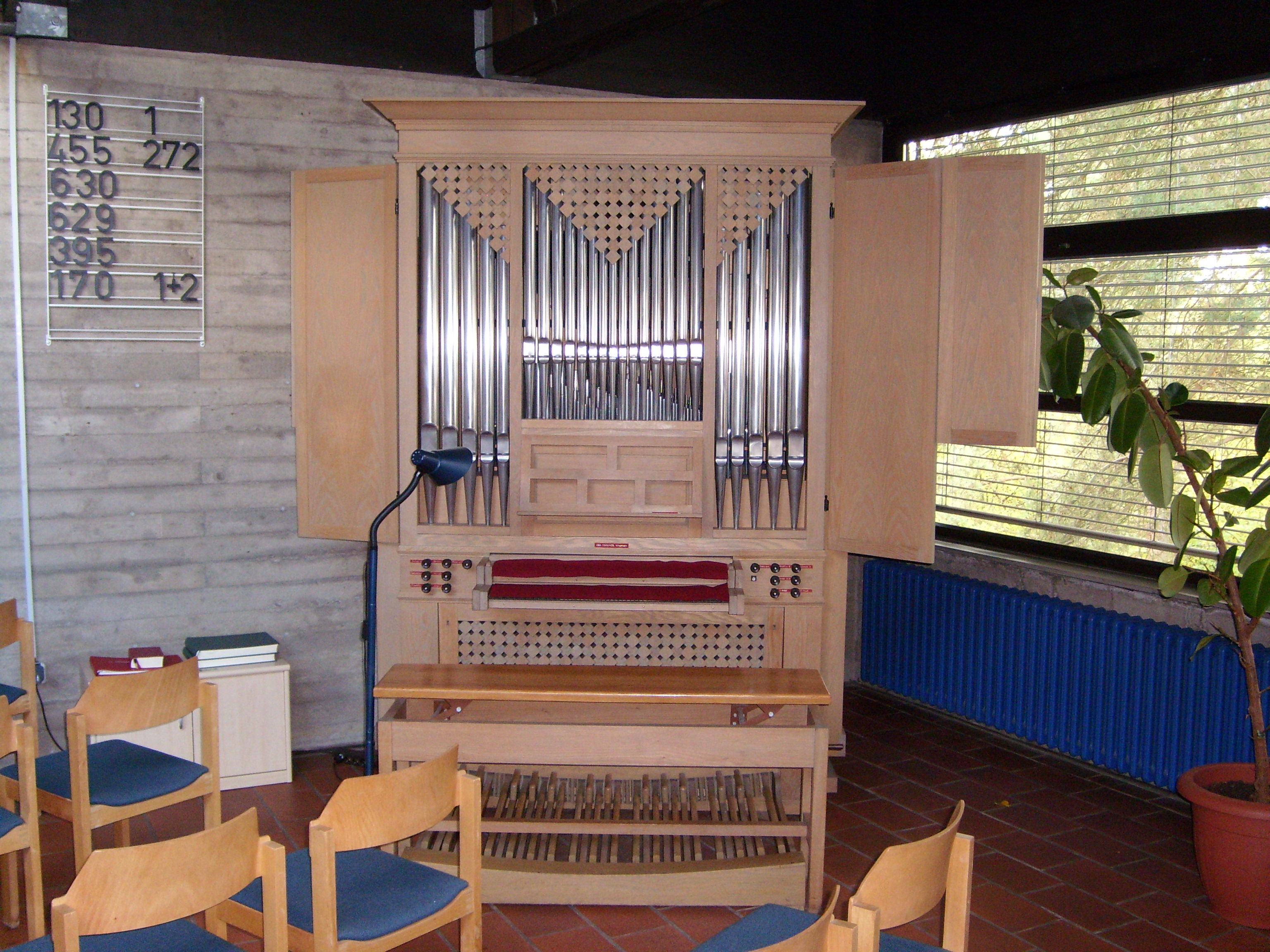
Orgel im evangelischen Gottesdienstraum

Im evangelischen Gottesdienstraum befindet sich seit 1988 eine Orgel der Gebr. Oberlinger in Windesheim. Das Instrument verfügt über elf Register, die auf zwei Manuale und Pedal verteilt sind, mit folgender Disposition:
| I Manual C–g3 |         |
| Gedackt       | 8′      |
| Principal     | 4'      |
| Octav         | 2′      |
| Mixtur        | 2-3fach |

| II Manual C–g3 |             |
| Rohrflöte      | 8′          |
| Gedackt        | 4′          |
| Quinte         | 1 ⁄3′       |
| Krummhorn      | 8′          |
| Tremulant      | einstellbar |

| Pedal C–f1  |     |
| Subbass     | 16′ |
| Gedacktbass | 8′  |
| Choralflöte | 4′  |

- Koppel: II/I, I/P, II/P

## Orgel in der katholischen Thomaskapelle

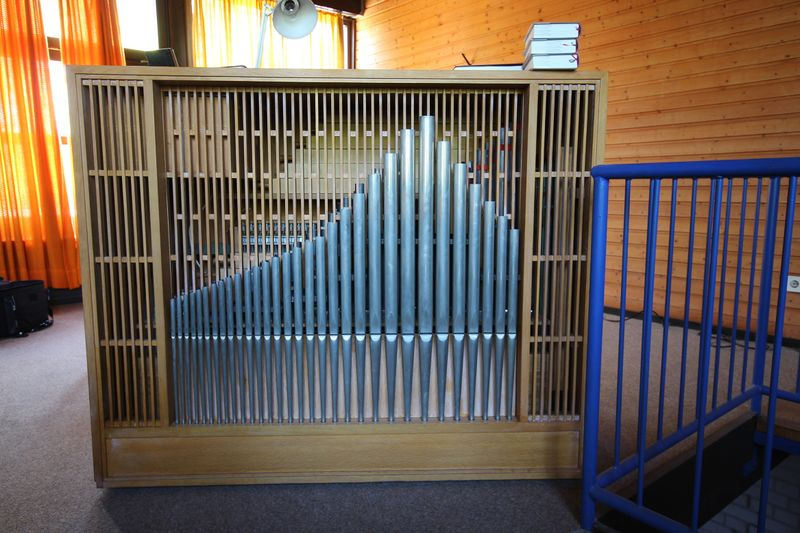
Orgel in der katholischen Thomaskapelle

In der katholischen Thomaskapelle befindet sich ein Orgelpositiv der Firma Walcker aus Ludwigsburg, sein Standort auf der Empore ist aus dem Kirchenraum kaum zu sehen. Es handelt sich um ein Instrument aus einer Reihe, die Walcker in den 1960er Jahren in Serie produzierte. Wann es in der Kapelle aufgestellt wurde, konnte noch nicht festgestellt werden. Die vier Register sind von einem Manual aus spielbar, ein Pedal ist nicht vorhanden. Die Disposition lautet:
| Manual C–f3 oder g3 |       |
| Gedackt             | 8′    |
| Rohrflöte           | 4'    |
| Principal           | 2′    |
| Sifflöte            | 1 ⁄3′ |